# Софийский университет
Софийский университет имени святого Климента Охридского (болг. Софийски университет „Св. Климент Охридски“) — старейший, самый большой и престижный вуз Болгарии. Носит имя архиепископа Климента Охридского, одного из основоположников славянской письменности.
Имеет 16 факультетов, 3 отделения, на которых обучается 22 тысяч студентов. Университет располагает издательством, вычислительным центром, спортивным центром и др. С 2023 ректор — Георгий Валчев.

## История
Университет был основан в 1888 году, спустя 10 лет после получения княжеством Болгария автономии в составе Османской империи. Первоначально в нём был только один факультет, историко-филологический, с 7 преподавателями: 4 профессорами и 3 приват-доцентами (так называемыми «новыми семичисленниками» — от нови седмочисленици — названными так в память о святых семичисленниках — Кирилле и Мефодии с учениками). Первым ректором стал 29-летний болгарский лингвист Александр Теодоров-Балан (проработавший здесь 70 лет).
В 1889 году был открыт физико-математический факультет, а в 1892 году — юридический.
В 1900 году университет включал три факультета с 44 преподавателями и более 300 слушателей.
В 1901 году в университет поступили первые женщины-абитуриентки (25 человек).
В 1902 году университетским праздником объявлен день святителя Климента Охридского — 25 ноября (8 декабря н. ст.).
В 1907 году софийские студенты устроили в театре обструкцию князю (будущему царю) Фердинанду I, после чего университет был на некоторое время закрыт. В 1917 году был создан медицинский факультет, в 1921 — агрономический, а в 1923 году — богословский и ветеринарный.
30 июня 1924 года на деньги братьев Георгиевых начало строиться новое здание университета, строительство которого было закончено в 1934 году. Значительные отступные пришлось выплатить французскому архитектору Бреансону, разработавшему проект ещё до Первой мировой войны и теперь подавшему в суд на архитектора Йордана Миланова за нарушение авторских прав.
В 1929 году, с введением учёных степеней, в Софийском университете стали защищаться докторские диссертации. Первым доктором наук стал Василь Цанков.
После 9 сентября 1944 году из университета вынуждены были уйти профессора, не согласившиеся сотрудничать с коммунистической властью. Появились новые факультеты, а некоторые из существовавших были преобразованы в отдельные институты, например, Богословский факультет по идеологическим причинам был ликвидирован и стал существовать как Софийская духовная академия. С этого времени количество студентов оставалось стабильным (около 14 тысяч). В 1985 году была завершена прерванная войной работа по расширению здания университета (пристроены два крыла).
В 1988 году в университете обучалось около 10 тыс. человек. В этом же году, к столетию учебного заведения, в честь Софийского университета был назван горный массив в Антарктике (Земля Александра I).

## Факультеты
- Исторический факультет
- Философский факультет[болг.]
- Факультет классической и новой филологии[болг.]
- Факультет славянской филологии[болг.]
- Юридический факультет[болг.]
- Педагогический факультет[болг.]
- Факультет начальной и дошкольной педагогики[болг.]
- Факультет журналистики и массовых коммуникаций[болг.]
- Богословский факультет
- Коммерческий факультет[болг.]
- Факультет математики и информатики[болг.]
- Факультет физики[болг.]
- Факультет химии и фармации[болг.]
- Биологический факультет[болг.]
- Геолого-географический факультет[болг.]
- Медицинский факультет[болг.]

## Дополнительная информация
- перед фасадом здания стоят памятники братьям Георгиевым (оплатившим его строительство)
- в Главном здании Софийского университета находится Музей палеонтологии и исторической геологии

## Известные выпускники и преподаватели
- Бонев, Никола Иванов — болгарский астроном.
- Тодор Герасимов — болгарский историк, археолог, нумизмат.
- Георгий Господинов — болгарский поэт, писатель и критик.
- Асен Дацев — болгарский физик, академик.
- Дворецкая, Гергина Иванова.
- Дилов, Любен — болгарский писатель-фантаст.
- Димитров, Страшимир (геолог)
- Димитров, Иван Желев — доцент Богословского факультета.
- Дебелянов, Димчо — выдающийся болгарский поэт.
- Живко Живков — болгарский политик.
- Живкова, Людмила Тодорова — болгарский государственный и культурный деятель.
- Загоров, Славчо  — болгарский государственный и дипломатический деятель, учёный, экономист, статистик.
- Иванов, Валентин Димитров — болгарский астроном и писатель-фантаст.
- Анастас Иширков, учёный, географ и этнограф.
- Димитр Косев, историк, академик.
- Крыстев, Иван — болгарский политолог.
- Кина Кыдрева — болгарская писательница.
- Светослав Лучников — болгарский юрист и политический деятель.
- Методиев, Димитр Христов — болгарский писатель и партизан.
- Михалчев, Димитр — болгарский философ и дипломат.
- Пенев, Боян — болгарский литературовед, член-корреспондент Болгарской Академии наук.
- Поснов Михаил — русский библеист.
- Алек Попов — болгарский писатель, член-корреспондент Болгарской Академии наук.
- Зорка Пырванова — супруга Президента Болгарии Георгия Пырванова
- Радев, Жеко — болгарский географ, геоморфолог.
- Радоев, Иван — болгарский писатель, поэт, драматург.
- Русков, Милен — болгарский писатель
- Сарыилиев, Иван — болгарский философ и историк философии.
- Йордан Соколов — болгарский юрист и политик; председатель Народного собрания.
- Тодоров, Николай — болгарский историк, академик; президент Болгарии.
- Фурнаджиев, Никола — болгарский поэт.
- Янишевский, Алексей Эрастович — русский учёный-невропатолог и психиатр.